# 高雄市立旗津國民中學
高雄市立旗津國民中學（英語：Kaohsiung Municipal Cijin Junior High School），是高雄市旗津區的市立國民中學，英文簡稱CJJH，一般簡稱旗津國中。創校於1964年，為了九年國教的實施而創立，時名為市立第十初級中學。

## 校史
- 1964年，「高雄市立第十初級中學」成立，暫於旗津國小上課。
- 1968年8月，實施九年國教，改制為「高雄市立旗津國民中學」。
- 1985年，高雄市政府移撥旗汕段917號地予該校，校地乃擴為50.057平方公尺。
- 2001年，推動廚房完成全國第一間HACCP認證，成立空手道隊。

## 歷任校長
| 任次 | 姓名   | 就任時間   | 卸任時間   | 備註 |
| ---- | ------ | ---------- | ---------- | ---- |
| 1    | 陳啟庸 | 1968年10月 | 1970年7月  | 首任 |
| 2    | 謝重光 | 1970年8月  | 1971年11月 |      |
| 3    | 劉懋鎏 | 1971年12月 | 1979年7月  |      |
| 4    | 陳金河 | 1979年8月  | 1986年1月  |      |
| 5    | 陳宗飛 | 1986年2月  | 1990年1月  |      |
| 6    | 謝明禮 | 1990年2月  | 2000年12月 |      |
| 7    | 黃仁星 | 2001年12月 | 2005年7月  |      |
| 8    | 游肇賢 | 2005年8月  | 2009年8月  |      |
| 9    | 何瑞枝 | 2009年8月  | 2013年1月  |      |
| 代理 | 黃微雅 | 2013年2月  | 2013年8月  |      |
| 10   | 張振義 | 2013年8月  | 2019年8月  |      |
| 11   | 黃火炎 | 2019年8月  |            |      |